# Rana johnsi
Espèce
Synonymes
- Rana sauteri var. johnsi Smith, 1921

Statut de conservation UICN

 LC  : Préoccupation mineure
Rana johnsi est une espèce d'amphibiens de la famille des Ranidae.

## Répartition

Distribution

Cette espèce se rencontre, :
- en Chine dans les provinces du Guangxi et du Hainan ;
- dans le centre-Nord de la Thaïlande dans la province de Loei ;
- dans le sud-est du Laos ;
- dans l'est du Cambodge ;
- au Viêt Nam.

## Étymologie
Cette espèce est nommée en l'honneur de M. Johns, consul britannique à Saïgon.

## Publication originale
- Smith, 1921 : New or Little-known Reptiles and Batrachians from Southern Annam (Indo-China). Proceedings of the Zoological Society of London, vol. 1921, p. 423-440 (texte intégral).